# Station Rocheville
Station Rocheville is een voormalige spoorweghalte gelegen in de gemeente Rocheville in het departement Manche in de Franse regio Normandië. Het station ligt aan de lijn van Coutances naar Sottevast.
De halteplaats ligt op een hoogte van 68 meter boven de zeespiegel op kilometerpunt (PK) 70,3 van de lijn van Coutances naar Sottevast, tussen de stations van Bricquebec en Sottevast. Het station is in 1970 gesloten voor het reizigersverkeer. Het tracé van de voormalige lijn is vanaf dit station in de richting van Bricquebec in gebruik als een voie verte, een langeafstandswandelpad.